# لاله احمدووا
لاله احمدووا‌‌ (به ازبکی: Lola Ahmedova)، (زادهٔ ۲ ژوئیۀ ۱۹۸۳ در ولایت سرخان‌دریا)، خواننده و بازیگر اهل ازبکستان است. وی در کالج فرهنگ تحصیل خود را به پایان رسانیده‌است.  ترانه‌های او به زبان‌های ازبکی، فارسی تاجیکی، ترکی آذربایجانی، ترکی استانبولی، عربی، انگلیسی و ... هستند. او در فیلم «Muhabbatimsan» نیز بازی کرده‌است. از کنسرت‌هایی که در آن‌ها به زبان ‌فارسی هم اجرا داشته می‌توان کنسرت دوست‌لیک را نام برد که این کنسرت از تلویزیون «آیینه تی‌وی» پخش شده‌است. وی در سال ۲۰۱۳ کنسرتی به نام «Borliging baxtim» را اجرا نموده‌است. از آلبوم‌های لاله احمدووا می‌توان "Yolg'izginam"، "Devona"، "Begim"، "Biznikidir dunyolar" را نام برد.
شماری از ترانه‌های لاله احمدوا:
- «Surxonim qizlari»، به زبان ازبکی
- «Pazara qadar»، به ترکی استانبولی
- «Bio yoram» (بیا یارم)، به فارسی تاجیکی
- «Arabcha» به عربی
- «Che sedo» (چه صدا)، به فارسی
- «Bu ghala»، به ترکی آذربایجانی
- «Kelinchak»، آهنگ کمدی به ازبکی